# أندريس باز
أندريس باز (بالإسبانية: Andrés Paz)‏ هو لاعب كرة قدم فنزويلي في مركز الدفاع، ولد في 30 نوفمبر 1963 في فنزويلا. لعب مع ديبورتيفو تاشيرا ونادي ماريتيمو.

## وصلات خارجية
- أندريس باز على موقع الاتحاد الدولي (مؤرشف)  (الإنجليزية)
- أندريس باز على موقع ناشيونال فوتبول تيمز (الإنجليزية)